# Pelophylax ridibundus
Pelophylax ridibundus é a maior rã nativa da Europa, e pertence à família das rãs verdadeiras. É muito semelhante em aparência às espécies próximas P. lessonae e P. esculentus. Estas três espécies, agora novamente no género Pelophylax, são muitas vezes referidas como "rãs verdes" para as distinguir de outras espécies de Rana europeias mais terrestres, conhecidas como "rãs castanhas" (como por exemplo Rana iberica).

## Características
Pelophylax ridibundus' é uma espécie de rã geralmente de cor verde que habita na água. Pode atingir um máximo de 17 centímetros de comprimento, mas os machos são mais pequenos (à volta de 12 cm). A cabeça é proporcionalmente grande e as patas traseiras são compridas, permitindo saltos grandes.
Há uma grande variação do padrão e nas cores, indo desde o verde escura atá ao castanho e cinzento, por vezes com algumas linhas de verde mais claro; está geralmente presente uma linha mais clara no dorso. As populações da Europa Ocidental são normalmente verde escuras ou pretas com uma mancha preta no dorso e superfícies laterais e três linhas verdes no dorso.

## Dieta
A dieta desta espécie consiste em libelinhas e outros insectos, aranhas, minhocas e lesma. Rãs maiores também comem pequenos roedores e por vezes anfíbios mais pequenos e peixes.

## Distribuição

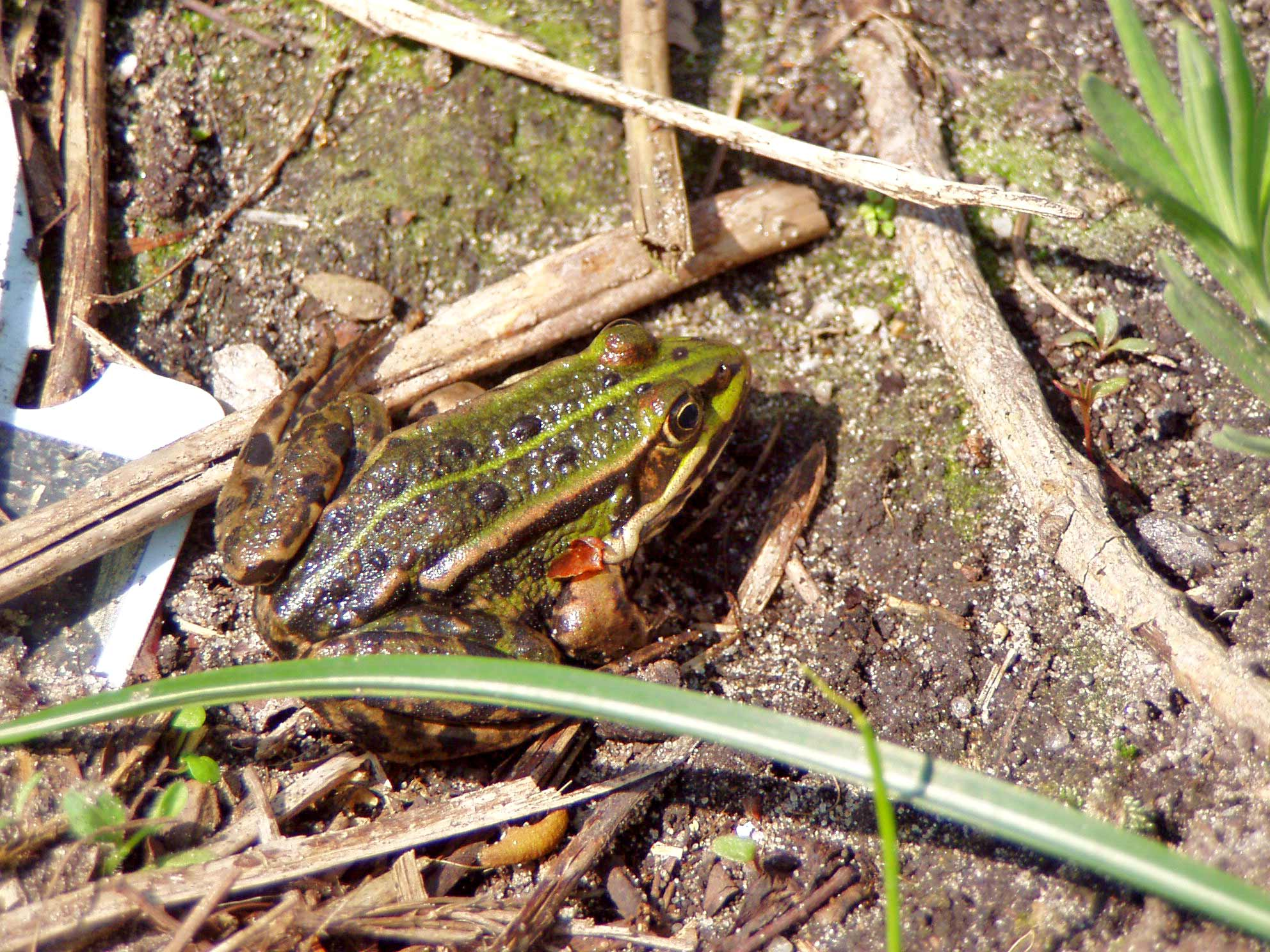
Pelophylax ridibundus

Esta rã-verde ocorre em grande parte da Europa, Rússia asiática e até ao Afeganistão e Paquistão, e na província chinesa de Xinjiang. Preferem uma temperatura da água de aproximadamente 15º C.
É agora distinguida de Pelophylax kurtmuelleri, à qual se assemelha, e que existe em muito maior número na maior parte da Grécia.